# Ascensión de Isaías
La Ascensión de Isaías es un texto pseudoepigráfico judeocristiano. Se estima entre los académicos que La Ascensión de Isaías se escribió bien durante las últimas décadas del siglo I o durante las primeras del siglo III, aunque algunos académicos afirman que ocurrió en algún momento a comienzos del siglo II. La razón para esta falta de consenso sobre su fecha se debe al hecho de que no hay prácticamente ninguna información que permita fecharla de manera definitiva en un período específico. Muchos académicos creen que es una compilación de varios textos hecha por un escriba cristiano anónimo que usó el nombre del profeta Isaías, mientras que un número creciente de académicos en los últimos años han argumentado que la obra es de hecho una unidad y fue escrita por un solo autor que puede haber utilizado múltiples fuentes.

## Fecha del texto
Se cree de manera general que el texto está compuesto de tres secciones diferentes, escritas cada una en diferentes momentos y por autores diferentes. La sección más antigua, correspondiente a los capítulos 3:13 - 4:22, fue escrita aproximadamente a fines del siglo I d. C. o quizás a principios del siglo II, y se cree que originalmente era un texto de origen judío que luego fue redactado por escribas cristianos. La fecha en que se escribió La Visión de Isaías (capítulos 6-11) es considerablemente más difícil de determinar, pero ciertamente no ocurrió después del siglo III, ya que san Jerónimo (c. 347-420 d. C.) cita un fragmento de la obra en algunos de sus escritos. Con base en la evidencia interna, parecería que el texto se podría localizar antes del final del siglo II d. C. La obra entera fue compilada en una fecha posterior, como escribe M. A. Kinibb:
No se sabe cuándo exactamente se combinaron las tres secciones de la Ascensión. El fragmento griego (de los siglos V-VI), el palimpsesto del que proviene el texto de los fragmentos de la primera traducción al latín (también de los siglos V-VI) y la traducción etíope (hecha en algún momento durante los siglos IV-VI) presuponen todos la existencia de la obra completa. Sin embargo, el carácter de los errores en el fragmento griego y en el palimpsesto latino sugiere que la obra completa ya había existido por algún tiempo para cuando se copiaron estos manuscritos. Parece, pues, probable que las tres secciones de la Ascensión hayan sido compiladas en el siglo III o IV d. de C., lo que se confirma en el hecho de que Jerónimo parece haber conocido el libro completo. Es posible que haya habido dos etapas en el proceso, primero la combinación de 3:13 - 4:22 con el Martirio, y luego la combinación del Martirio ampliado con La Visión.
Así pues, Knibb sugier que el texto completo se escribió entre los años 150 y el 200 d. C., pero solo se compiló en un momento posterior. La mayoría de académicos concuerdan en que una fecha de mediados a principios del siglo II para la parte principal del documento es probable, fechable en su forma actual hasta al menos las primeras décadas del siglo II.

## Contenido

### Estructura
El libro contiene tres secciones principales:
- La primera parte del libro (capítulos 1-5), generalmente conocida como el Martirio de Isaías, relata y amplía los eventos del capítulo 21 del segundo libro de los Reyes. Isaías advierte al agonizante Ezequías que su heredero, Manasés, no seguirá su mismo camino. Cuando Manasés asume el mando, y la advertencia de Isaías resulta cierta, Isaías y un grupo de otros profetas se dirigen al desierto, donde un demonio de nombre Belial inspira a un falso profeta llamado Belkira para que acuse a Isaías de traición. En consecuencia, el rey condena a muerte a Isaías, y si bien este se esconde en un árbol, es hallado y Belkira dirige su ejecución.
  - En medio de esto (3:13-4:22) aparece un apocalipsis cristiano llamado el Testamento de Ezequías, que describe una visión de la venida de Jesús, la subsiguiente corrupción de la iglesia cristiana, el gobierno de Belial y la segunda venida. Todo esto está escrito de tal manera que claramente constituye un relato en código de la persecución de la Iglesia por parte de Nerón y la creencia de que Nerón era un anticristo.
- La segunda parte del libro (capítulos 6-11) es conocida como la Visión de Isaías y describe un viaje de Isaías por los Siete Cielos con ayuda de los ángeles, previo a los eventos de la primera parte del libro. En su forma actual está claramente escrito desde una perspectiva cristiana, concentrándose en la muerte de Jesús y su resurrección, y particularmente en su ascensión. El nacimiento de Jesús es descrito de manera curiosa, afirmándose que antes del nacimiento Jesús desciende por cada uno de los cielos, disfrazándose como un ángel apropiado para cada cielo a medida que desciende. Los manuscritos completos que sobreviven de la Ascensión de Isaías incluyen una breve descripción de la natividad, el nacimiento y la crucifixión de Jesús (11: 2-22). Sin embargo, según Jonathan Knight, "el problema con el capítulo 11 es que estas tradiciones aparecen en solo una de las ramas de la tradición textual, la representada por la traducción etíope (E). La traducción eslava y una de las dos traducciones latinas (S y L2) las reemplazan con un breve resumen de su apariencia terrenal, de forma que su autenticidad — incluyendo el material mariano — es motivo de debate".[10]

Algunos elementos en la Ascensión de Isaías tienen un paralelo en otros escritos judíos y cristianos. La manera en la que muere Isaías (cortado por la mitad por Manasés) es descrita de igual forma tanto en el Talmud de Babilonia como en el Talmud de Jerusalén y probablemente se alude a esto en la Epístola a los Hebreos (11:37). El demonio Beliar o Belial aparece asimismo en varias obras apócrifas, entre las que se incluyen el Libro de los Jubileos, el Libro de Enoc, los Testamentos de los Doce Patriarcas y los Oráculos Sibilinos. Finalmente, el viaje de Isaías a través de los Siete Cielos es similar al que hace Enoc en el Segundo Libro de Enoc .
La primera sección del texto incluye también una evidente hostilidad hacia los samaritanos, una secta judía cuyos miembros afirmaban ser judíos que se quedaron atrás durante el exilio babilónico, repudiados por el resto.

### Proto-trinitarismo
Algunos académicos han señalado que la Ascensión refleja una perspectiva proto-trinitaria, como es el caso cuando los habitantes del sexto cielo le cantan alabanzas al "Padre primigenio y su Amado Cristo, y al Espíritu Santo". Larry Hurtado escribe que
No obstante, la narración más extensa sobre la adoración celestial ocurre en 9, 27-42, donde se presenta una visión triádica similar. Habiendo alcanzado el séptimo cielo, que está bañado en una luz incomparable, Isaías ve innumerables ángeles así como a "todos los justos desde el tiempo de Adán" (9, 6-9). Entonces, una vez el ángel guía le ha explicado cómo el descenso del Amado hará posible que los justos reciban sus vestiduras, coronas y tronos (9, 10-26), Isaías ve una figura "cuya gloria sobrepasaba la de todos" y era adorada por Adán, Abel y todos los demás justos y ángeles (9, 27-28). De manera crucial, a este punto el ángel guía le indica a Isaías que "adore a éste", a quien el ángel identifica como "el Señor de todas las alabanzas que has presenciado" (9, 31-32), el Amado. Isaías se une a la adoración y a los cantos de alabanza dirigidos a esta figura. Se acerca entonces otra figura gloriosa, posteriormente identificada como "el ángel del Espíritu Santo que ha hablado en ti y también en los demás justos" (9, 36), y también se le dice a Isaías que se una a los ángeles para adorarle (9, 35-36). Finalmente, en un clímax cuidadosamente preparado para esta escena, Isaías ve "la Gran Gloria" (pero la ve con su espíritu, pues parece que sus ojos están cegados por la luz que emite esta gloria, 9, 37), y relata cómo tanto "mi Señor" como "el ángel del Espíritu" ofrecieron su adoración a esta tercera figura, junto con "todos los justos" y los ángeles (9.40-42).

### Controversia teológica
La Ascensión de Isaías sugiere una creencia cristiana antigua en el subordinacionismo, similar a la mostrada por Orígenes y, más tarde, por Novaciano. El texto describe cómo la «Gran Gloria» es adorada por el «Amado» y por el «Ángel del Espíritu Santo», lo que implica una jerarquía en la trinidad. Se sugiere, además, que los ángeles que acompañan a Isaías en su ascensión no son otros que Jesús («el Amado») y el Ángel del Espíritu Santo. En tanto el texto describe a Jesús y al Espíritu Santo como seres angelicales, se establece una cristología y pneumatología que crea una distinción entre "el SEÑOR" y «mi SEÑOR» y el Espíritu Santo. Esto sería motivo para que esta narración fuese considerada herética en la tradición ortodoxa occidental, junto con creencias teológicas similares, como el arrianismo. Habiendo dicho esto, los antiguos cristianos judíos, de manera más probable en la región palestina, habrían encontrado esta historia influyente para comprender la teología, la pneumatología y la cristología, en gran parte debido a que se refiere a los profetas de las escrituras hebreas.

## Demonios
En el texto se mencionan los siguientes demonios teológicos:
- Belial es el ángel de la anarquía (antinomismo) y se le identifica también como Samael y Satanás.[11]

Y Manasés desvió su corazón para servir a Belial, pues el ángel de la anarquía, quien gobierna este mundo, es Belial, cuyo nombre es Matanbucus.
(Ascensión de Isaías, 2:4)

- Samael se identifica en la visión que experimentó Isaías, en la cual ascendió al firmamento y señala: "allí vi a Sammael [sic] y sus huestes, y hubo grandes batallas allí... arriba así como en la tierra [abajo] también, pues la semejanza de lo que está en el firmamento, está aquí en la tierra".[12] Samael también se identifica a menudo como Malkira (heb.: מלך רע melek ra - lit. "rey del mal", "rey de los impíos"; o מלאך רע malach ra - "mensajero del mal", "ángel de la iniquidad"), que son todos epítetos del falso profeta enviado por Belial a acusar a Isaías de traición.[13][14]

## Composición
De acuerdo con la teoría de R. H. Charles, el texto incorpora tres secciones distintas, cada una de las cuales es una obra separada que aparece aquí como una compilación única. De estas, una, la primera, parece haber sido escrita por un autor judío y las otras dos por cristianos. Según este autor, El Martirio consiste en:
1. Capítulos 1. 1-2, 6-132
2. C
3. La Visión incluye los cap. vi. 1-xi. 40, cap. xi. 2-22 siendo así parte integral de esta sección.
4. Adiciones editoriales son: cap. i. 2b-6a, 13b; ii. 9; iii. 13a; iv. 1a, 19-22; v. 1a, 15-16; xi. 41-43.

E. Norelli sugiere, por el contrario, que todo el texto, incluso si fue escrito en diferentes épocas, es la expresión de un grupo profético cristiano docético que estaría relacionado con el grupo al que Ignacio de Antioquía atacara en sus cartas a los Esmirnos y a los Tralianos. Según este académico, los capítulos 6-11 (la Visión) son anteriores a los capítulos 1-5 (que representan una introducción pesimista posterior al original de la Visión), la fecha de composición es el final del siglo I d. C. La narrativa del embarazo de María (la Ascensión de Isaías, 11: 2-5) es independiente de la presentada en el Evangelio de Mateo. Recientemente, sin embargo, otros académicos han rechazado la caracterización de la Ascensión de Isaías como un texto docético.

## Tradición manuscrita
El texto existe en su totalidad en tres manuscritos en ge'ez de alrededor de los siglos XV-XVIII, pero también han sobrevivido fragmentos en griego, copto, latín y eslavo eclesiástico antiguo. Los tres textos componentes parecen haber estado en griego, y es posible que el "Martirio de Isaías" se derive de un original en hebreo o arameo. La comparación entre las diversas traducciones sugiere que deben haber existido dos recensiones diferentes del original en griego, una en la que se basaron la versión etíope y una de las versiones latinas, y la otra en la que se basaron la versión eslava y la otra versión latina. Han sobrevivido fragmentos de ambas versiones griegas. El título actual de la obra se deriva del título utilizado en los manuscritos etíopes ('Ergata Īsāyèyās - "La Ascensión de Isaías"). En la antigüedad, Epifanio también se refirió al libro por este mismo título (en griego: Τὸ Αναβατικὸν Ἡσαΐου), como lo hizo Jerónimo (en latín: Ascensio Isaiæ).